# Vachta trojlistá
Vachta trojlistá (Menyanthes trifoliata) je bíle kvetoucí pionýrská rostlina z čeledi vachtovité, jediný zástupce rodu vachta. Dosahuje výšky 15–30 cm. V ČR je chráněna zákonem. Lidový název je hořký jetel (díky hořké chuti a listům, které tvarem připomínají právě listy jetele).

## Synonyma
- trojan vodní
- trojice vodní
- vachta třílistá
- bobřek
- hořký jetel
- třílistník
- třírožka
- vodní jetel[4]

## Název
Latinské Menyanthés bývá odvozováno z řeckého menýein – odhaliti se, ukazovati se, a anthos – květina, zřejmě pro nápadné květy.

## Popis
Vachta trojlistá je asi 15–30 centimetrů vysoká vytrvalá bylina hořké chuti.

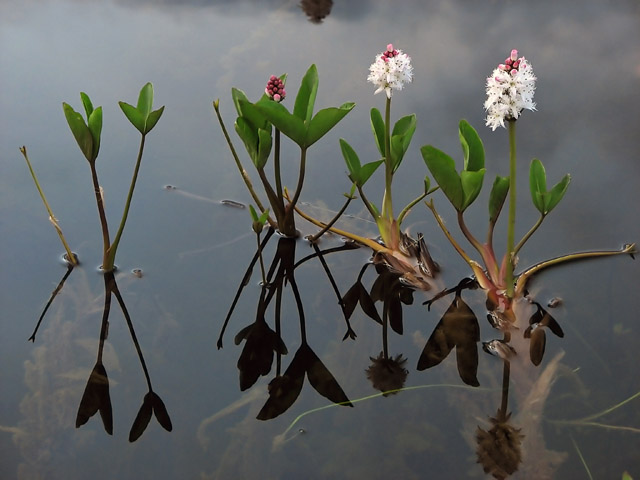
Vachta trojlistá

### Kořeny
Oddenek je dlouhý, válcovitý, plazivý, 10–15 mm tlustý, plný, větvený s šupinovitými, později opadavými listy. Z úlomku oddenku může vyrůst nová rostlina.

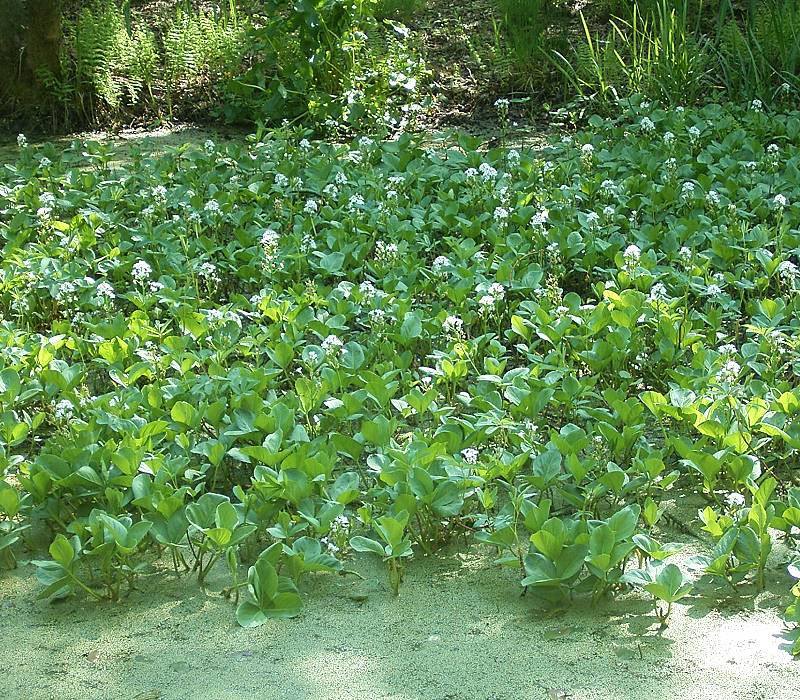
Porost vacht trojlistých

### Stonek a listy
Dolní části lodyh jsou vystoupavé, nesou vždy několik listů. Listy jsou pochvaté, dlouze řapíkaté, trojčetné, s lístky téměř přisedlými nebo podlouhle obvejčitými, 4–8(–12) cm dlouhé a 1,7–3,0(–5,5) cm široké. Lístky jsou tupé, celokrajné až mělce chobotnatě vroubkované, s vyniklou zpeřenou žilnatinou. Pochva je 3–5 cm dlouhá, řapík až 20 (25) cm dlouhý, plný, s aerenchymatickým pletivem a nápadnými cévními svazky.

### Květy
Vachta trojlistá kvete v květnu až červnu. Stopky květenství vyrůstají z úžlabí dolních listů (listenů) a jsou 15–30(–35) cm dlouhé. V horní části s 3–7 cm dlouhým hustým pravidelným hroznem vyrůstá v úžlabí široce kopinatých listenů 10–20 oboupohlavných květů. Květní stopky jsou 5–10 mm dlouhé. Květy jsou různočleněné. Kalich je pětičetný, 2–3 mm dlouhý, s kratičkou květní trubkou a vejčitě kopinatými tupými cípy, stejně dlouhým|i jako korunní trubka. Cípy mají na vnitřní straně má dlouhé, husté a měkké brvité třásně, vně růžové, uvnitř bílé. Tyčinek je 5, se střelovitými fialovými prašníky, čnělka je nitkovitá s dvojklanou bliznou, semeník je svrchní.

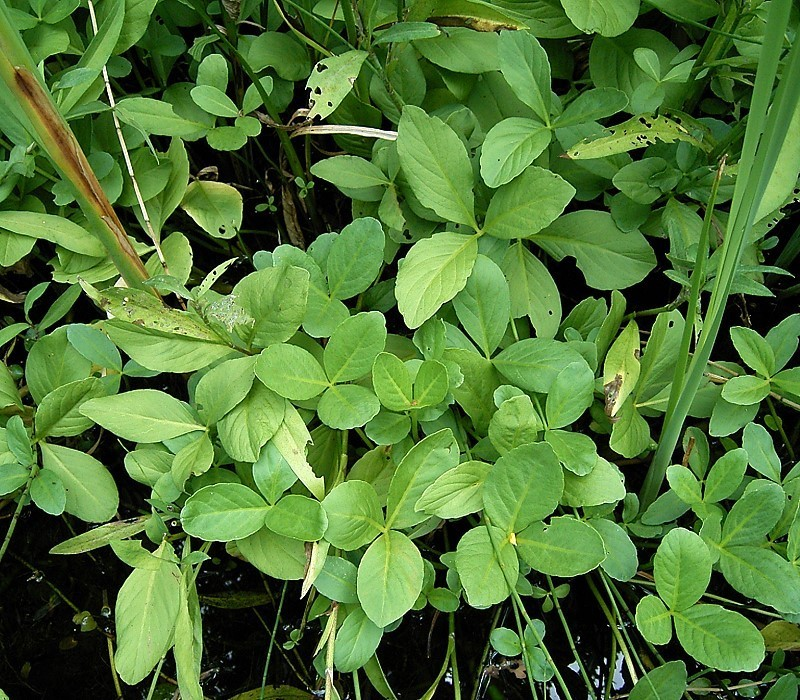
Listy

### Plody a semena
Plodem je široce elipsoidní až vejcovitá, jednopouzdrová tobolka dlouhá 8–12 mm. Tobolky mají dvě chlopně a nepravidelně pukají. Semena jsou zploštělá, elipsoidní až čočkovitá, hladká, světle hnědá, až 2,5 mm v průměru. Semena dobře klíčí, mohou dlouhodobě plovat na vodní hladině. Vyklíčit mohou i po projití trávicím traktem živočichů.

## Stanoviště
Rašelinné a jiné mokré louky, pramenné mísy, vodní příkopy, okraje tůní, někdy i zatemňované břehy rybníků a prosvětlené bažinné vrbové křoviny na rašelinných půdách. Vachta trojlistá je světlomilná rostlina žijící na zbahnělých půdách často i přeplavených vodou, většinou chudých na živiny. Preferuje kyselé substráty (Hewett (1964) uvádí ze severního Walesu rozpětí pH 4,7 – 7,1). Snáší plné oslunění.

## Výskyt
Cirkumboreální druh rozšířený hlavně v tempetárním a boreálním pásu Eurasie a Severní Ameriky, jižněji v horách, na severu nejdále v arktické Sibiři, na jihu nejdále v jižním Japonsku.

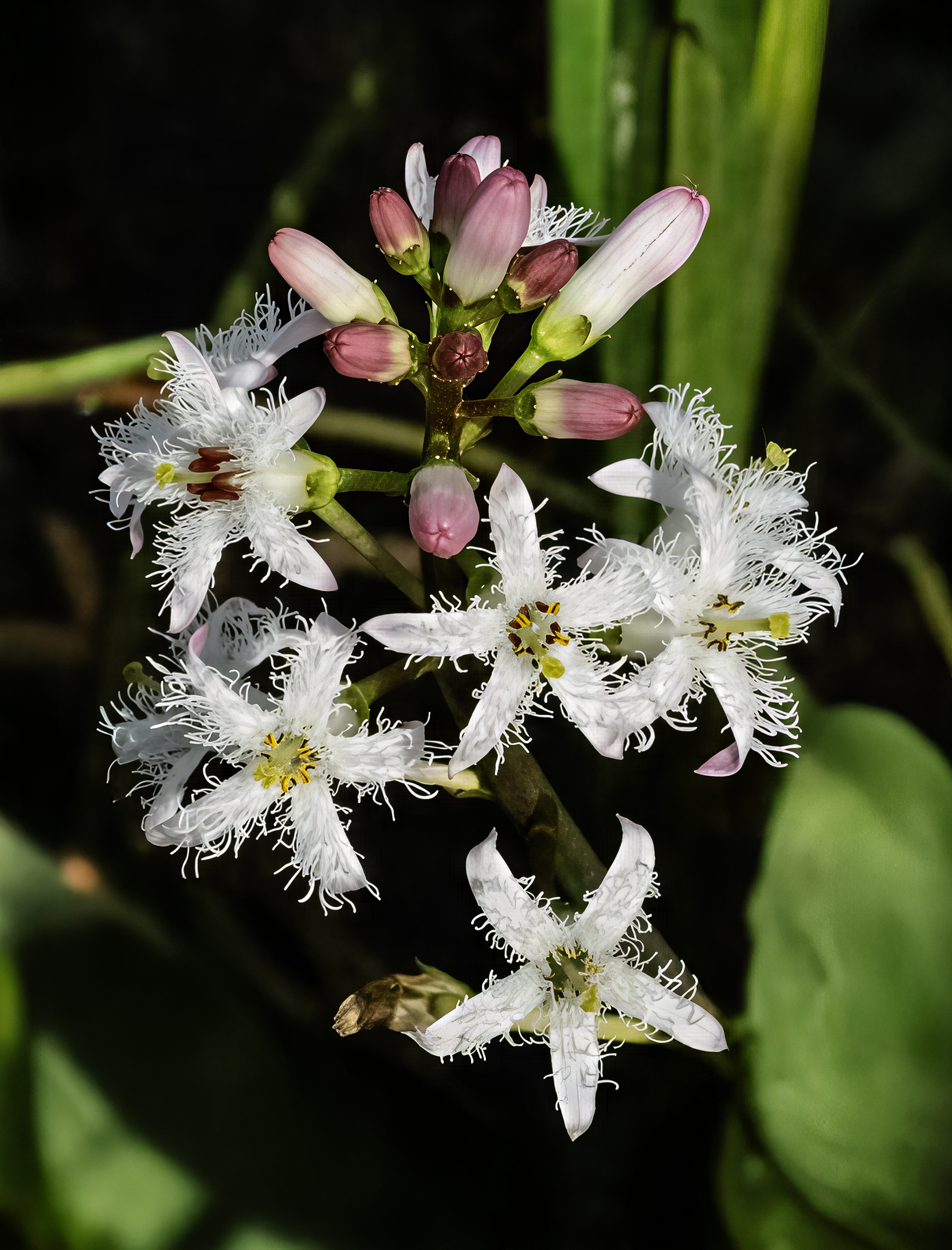
Květenství

### V Česku
Roste od planárního do montálního stupně, těžiště výskytu se však nachází v od kolinního do submontálního stupně, výškově od 300 do 650 m max. (1200 m – Krušné hory, Klínovec; Šumava, úpatí Blatného vrchu). Vyšší frekvencí výskytu se vyznačuje například Ašský výběžek, Slavkovský les, Český les, Třeboňská pánev, polovina Českomoravské vrchoviny, Žďárské vrchy, Železné hory aj.

## Varialibilita
Jako fylogeneticky starý druh a v systému dosti izolovaný taxon jeví poměrně malou proměnlivost. V rámci celkového areálu nejnápadnější odchylkou je menšími květy odlišná Menyanthes trifoliata var. minor Rafin, charakteristická pro východní část Severní Ameriky, Hultén však uvádí malokvěté a bělokvěté rostliny i např. z Tibetu a provincie Jün-nan v Číně.
Jen za stanovištními poměry podmíněné ekomorfózy lze považovat ponořenou Menyanthes trifoliata var. submersa Glück, terestickou Menyanthes trifoliata var. terrensis Glück a velkolistou Menyanthes trifoliata var. macrophylla Bolzon

## Význam
Užívá se list, který se sbírá v době květu. Suší se rychle ve stínu nebo jen krátce na slunci, v případě umělého sušení za teplot nepřesahujících 50 °C.
Droga obsahuje glykosidní hořčiny menyanthin a meliatin, cholin, pektin, třísloviny, organicky vázaný jód, vitamín C, flavonoidy, rutin, třísloviny, organické kyseliny, saponiny, sacharidy, silici, fytoncidy a snad i alkaloid gentianin, dále cholin, invertní cukr a kyselinu fosforečnou.
Vachta zlepšuje trávicí funkce, zvyšuje sekreci trávicích šťáv, ovlivňuje střevní peristaltiku, příznivě působí na činnost jater a žlučníku, tlumí pocity nevolnosti spojené se zvracením, působí mírně projímavě a příznivě ovlivňuje krvetvorbu.
Podává se obvykle buď ve formě prášku (čtyřikrát denně na špičku kulatého nože) nebo ve formě nálevu (dvě až tři polévkové lžíce drogy na šálek vody, pije se jeden šálek denně až obden). Při leukémii nebo během léčby ozařováním se také osvědčila směs z vachty (50 %), bazalky (30 %) a zeměžluče (20 %), z níž se připravuje rovněž nálev.
Protože se jedná o drogu potenciálně mírně toxickou (možná přítomnost alkaloidů), není vhodná pro těhotné a kojící ženy. Vachta trojlistá, stejně jako ostatní amara, nesmí být použita při zvýšené kyselosti žaludečních šťáv a při zánětlivých onemocněních žaludku a střev.

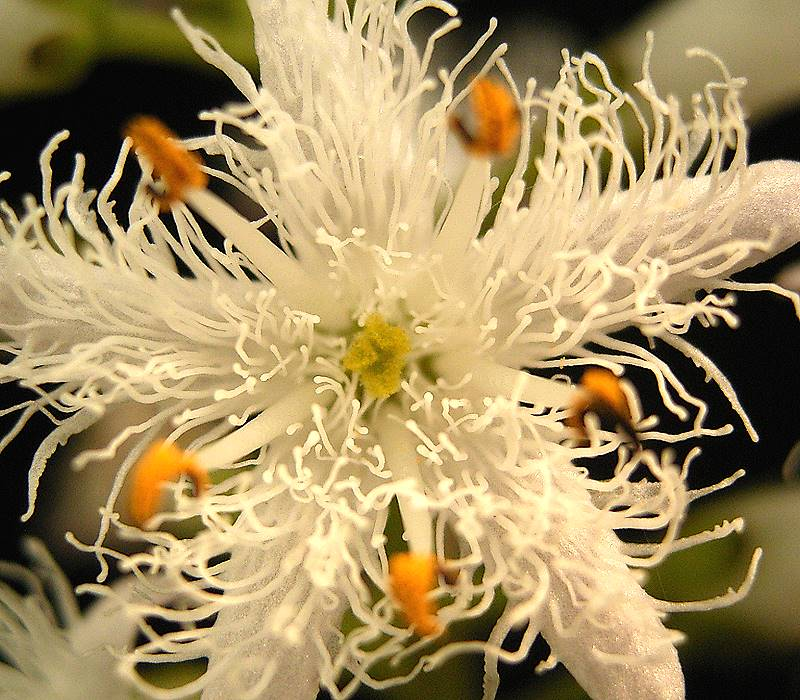
Detail květu

V dnešní době se využívá především homeopaticky a jako okrasná vodní rostlina v zahradách.

## Ochrana
Vachta je zařazena mezi ohrožené rostliny (C3) a je chráněna zákonem. Neměla by se tedy ve volné přírodě trhat.

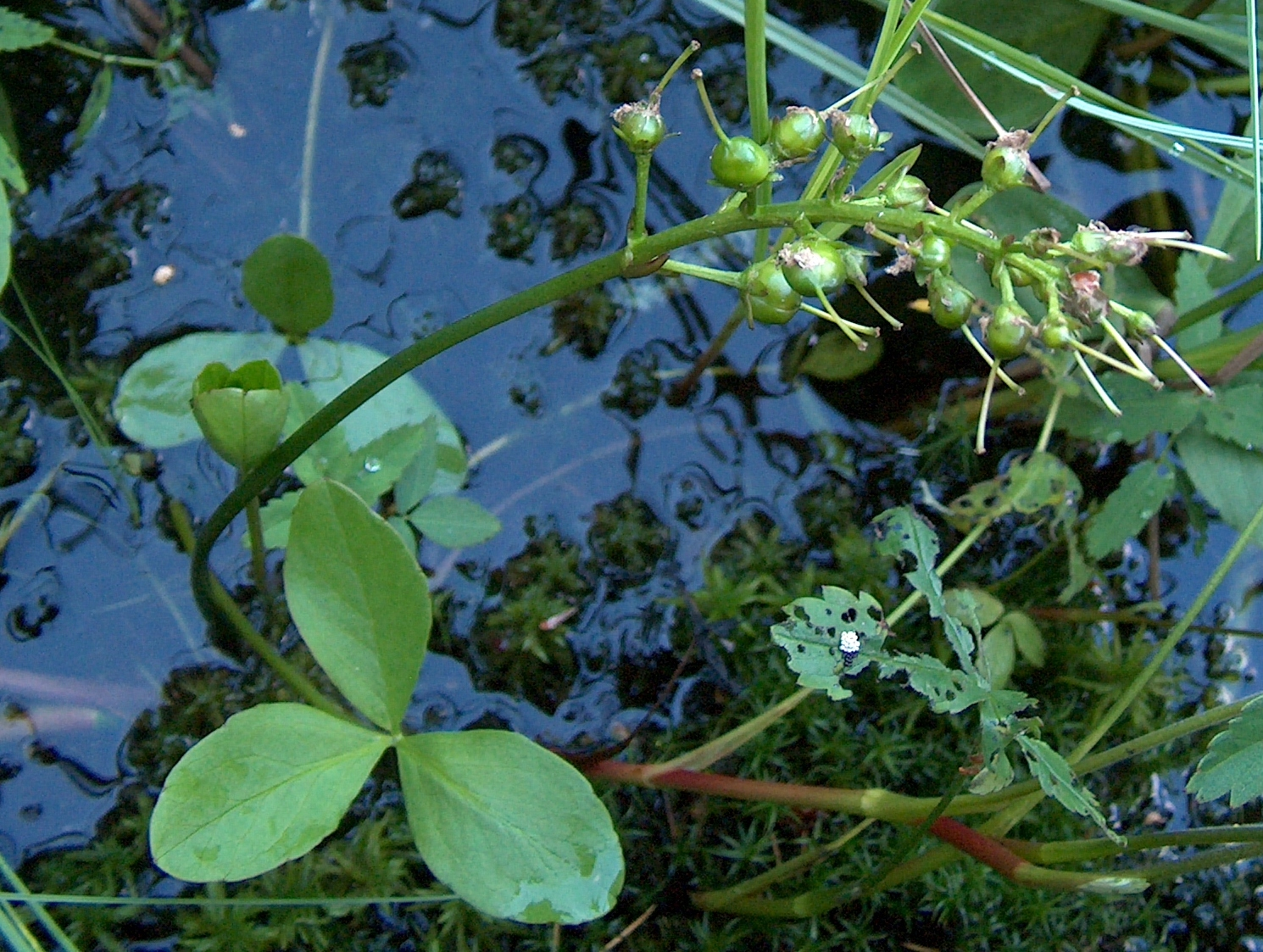
Po odkvětu

Trpí hlavně úbytkem stanovišť vhodných k růstu (meliorace, těžba rašeliny, vysušování zamokřených luk).
Pro rok 2020 byla v Německu a Rakousku zvolena Rostlinou roku.

## Variety
Menyanthes trifoliata var. trifoliata

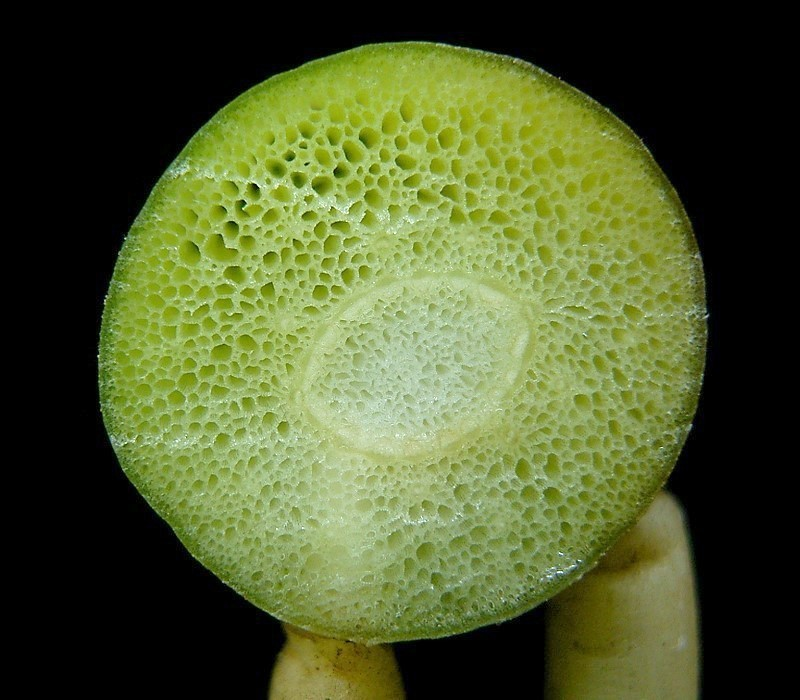
Aerenchymatické pletivo

Menyanthes trifoliata var. minor Rafin
Menyanthes trifoliata var. submersa Glück
Menyanthes trifoliata var. terrensis Glück
Menyanthes trifoliata var. macrophylla Bolzon